# Collegiata di San Michele Arcangelo (Solofra)
La collegiata di San Michele Arcangelo si trova nell'omonima piazza della città di Solofra, in provincia di Avellino e arcidiocesi di Salerno-Campagna-Acerno.
È il principale luogo di culto della città e suo monumento più significativo e importante. Testimonia, inoltre, il periodo di maggiore fioritura economica e culturale della stessa, resa opulenta dalla lavorazione e dal commercio delle pelli, campo in cui si distingue ancora oggi rappresentando un'eccellenza nel sud Italia, dall'attività del battiloro, e dall'artigianato in genere.

## Storia

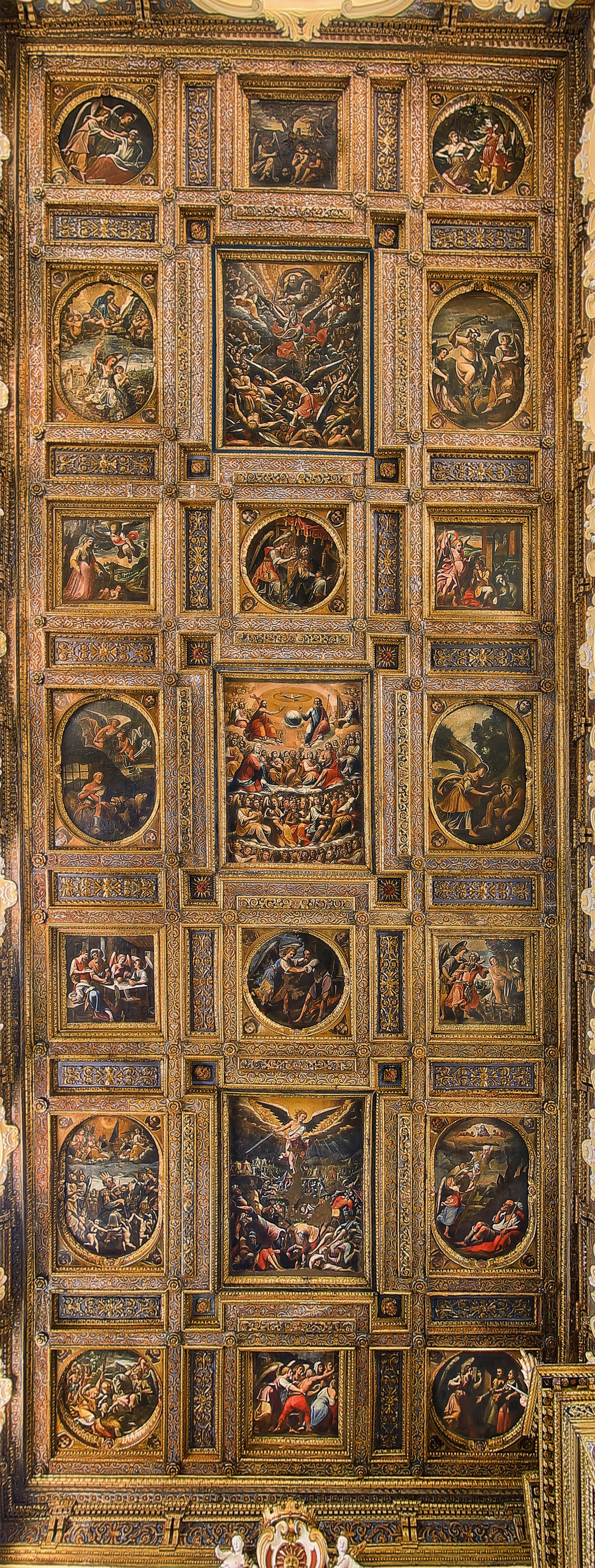
Dipinti della navata centrale

Fu costruita su volontà della comunità, nel breve periodo in cui la città è stata Universitas demaniale, quindi libera dall'autorità dei feudatari locali. Essa sorse nel luogo dove era situata la pieve del Sant'Angelo e di Santa Maria, una piccola pieve medievale di stile bizantino. Questa era una chiesetta angusta, che divenne, dato l'incremento demografico, inadatta e insufficiente nel soddisfare i bisogni dell'intera comunità. Si decise, quindi, di abbatterla e di stendere un nuovo progetto, in stile rinascimentale. Con le pietre che ne risultarono, verrà costruito il campanile, nel 1566, in stile romanico.
Venne creata un'istituzione, chiamata "Fabbrica di Sant'Angelo" che gestisse la costruzione della futura collegiata. Si sa che processo di costruzione iniziò nel 1522, ma i primi documenti, conservati nella sacrestia, furono distrutti da un incendio. Altri documenti, però, testimoniano la lunghezza dell'iter costruttivo. I lavori proseguirono lentamente, e diversi elementi (ad esempio i cassettoni in legno) furono aggiunti nei secoli successivi. I materiali utilizzati nella costruzione provenivano dalla città stessa e dai comuni limitrofi, in particolare da Montoro. Nel 1586 furono commissionati l'organo, le porte e il pulpito alla bottega dell'intagliatore napoletano Giovanni Antonio Sclavo, ora presente solo nell'artistica cassa un organo moderno dalla fattura di Zeno Fedeli, ma installato dal locale Luigi d'Orsi e figlio agli inizi del 1900. Presente pure un positivo sempre dello stesso autore, ricostruito utilizzando le canne del vecchio organo grande, ora posizionato in un carrello. Le porte e il pulpito alla bottega del napoletano Giovanni Antonio Sclavo. Nel 1617 venne commissionato a Giovantommaso Guarini la realizzazione di 21 tele rappresentanti scene vetero-testamentarie, per la decorazione del soffitto della navata centrale. Vengono poi commissionate al più famoso figlio, Francesco, altre 21 tele, con scene del Nuovo Testamento, per il soffitto del transetto.

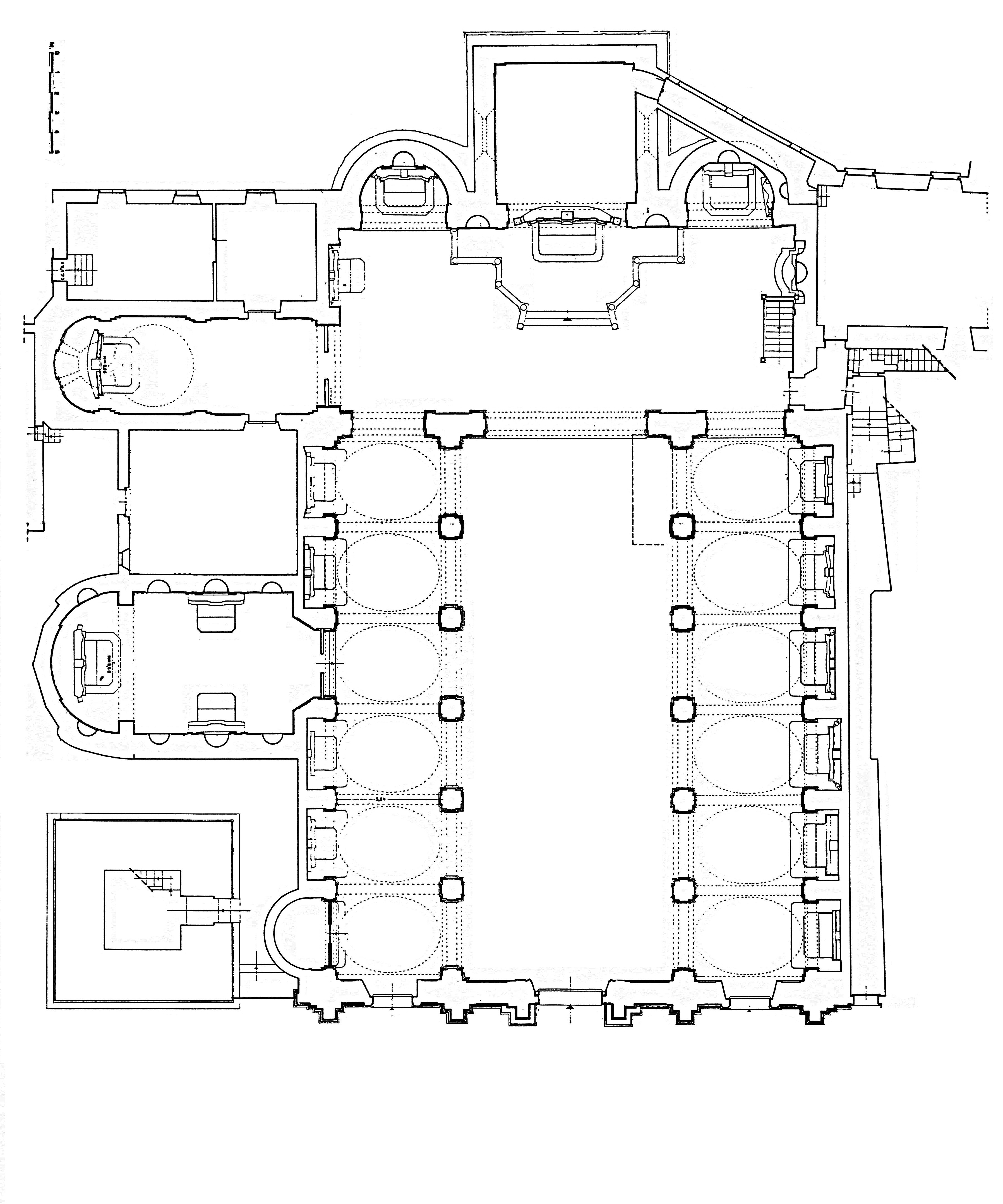
Piantina della collegiata di San Michele

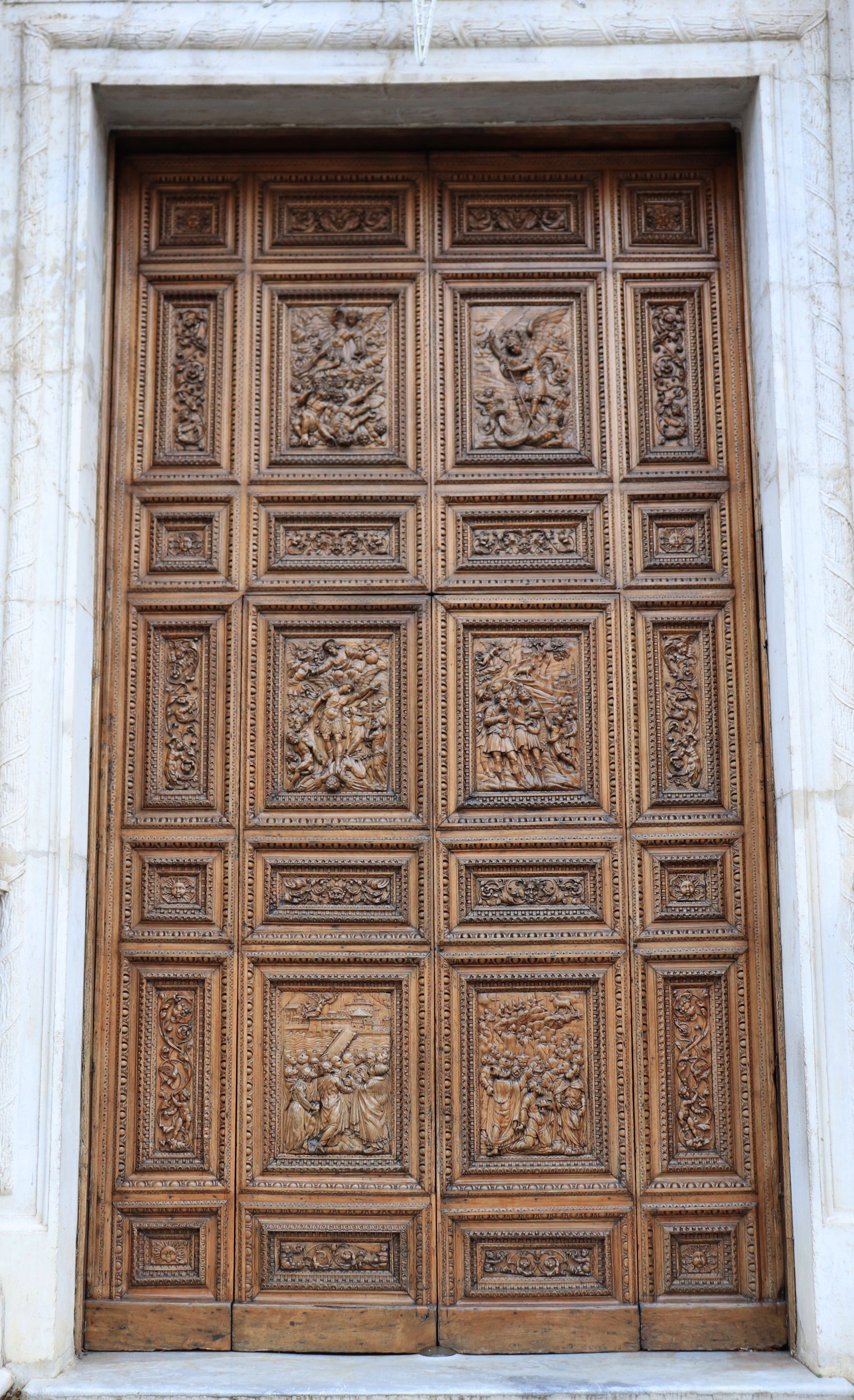
Porta principale, divisa in ventotto cornici quadrangolari, al cui interno sono stati intagliati diversi bassorilievi

Diversi terremoti e alcuni incendi implicarono diversi rifacimenti, il più importante fu quello del 1721, quando a causa degli ingenti danni furono fatti interventi che trasformarono notevolmente l'aspetto della collegiata, soprattutto l'interno, che venne ricoperto di marmi e stucchi, rendendo l'intero edificio in stile Barocco, e assumendo quasi l'aspetto che ha conservato fino ad oggi. L'ultimo terremoto che l'ha colpita fu quello del 23 novembre 1980. Subì alcuni danni, alla copertura e ai dipinti, e fu riaperta al culto nel 1986.

## Descrizione
La collegiata è un tempio a pianta longitudinale, a croce latina, di dimensioni 46x23.

### La facciata
La facciata,in stile prettamente barocco, rispetta la divisione interna in navate: esse, esternamente, sono scandite da pilastri con capitelli in stile ionico, che reggono delle cornici con modanature. Presenta 3 portali, sovrastati da tre finestroni, il maggiore sul portale principale, che presenta sulla parte superiore motivi decorativi con conchiglie, e gli altri due più piccoli sui portali minori, tutti e tre di forma simile. Il portale principale è contornato un gruppo architettonico formato da due colonne poggianti su basi, sui lati delle quali è inciso il sole, simbolo della città. Le colonne reggono un attico e, al di sopra di esso, è presente una nicchia contenente una piccola statua di San Michele. Affiancate alle colonne, due bassorilievi raffiguranti donne. Sulla cornice superiore del portone principale vi è incisa la scritta “VNIVERSITAS A.D. 1614” (data di ultimazione dei portali), e al di sopra di esso un piccolo scudo araldico raffigurante il sole raggiante. Sulla sinistra è possibile ammirare il campanile, in stile romanico, semplice, ma massiccio.

### Le porte
Le tre porte della collegiata sono state intagliate dalla bottega dell’artista napoletano Antonio Sclavo, in legno di castagno e di noce.
La porta principale è divisa in ventotto cornici quadrangolari, al cui interno sono stati intagliati diversi bassorilievi, di cui alcuni esclusivamente decorativi, con motivi arborei, altri invece narranti storie dell’Arcangelo: San Michele combatte gli angeli ribelli e li precipita negli abissi, Il combattimento col drago, L'umiliazione di Lucifero, L'Apparizione del toro sul monte Gargano, L'Apparizione sul Mausoleo di Adriano, la Celebrazione del miracolo del toro.
La porta di destra è decorata con le figure degli Evangelisti, quella di sinistra, invece, da rappresentazioni del Cristo e dell'Angelo custode.

### L'interno
L’interno, anch’esso in stile barocco, è diviso in tre navate, separate tra di loro con 7 pilastri, che reggono archi a tutto sesto. La navata centrale è divisa dal transetto da un arco trionfale.

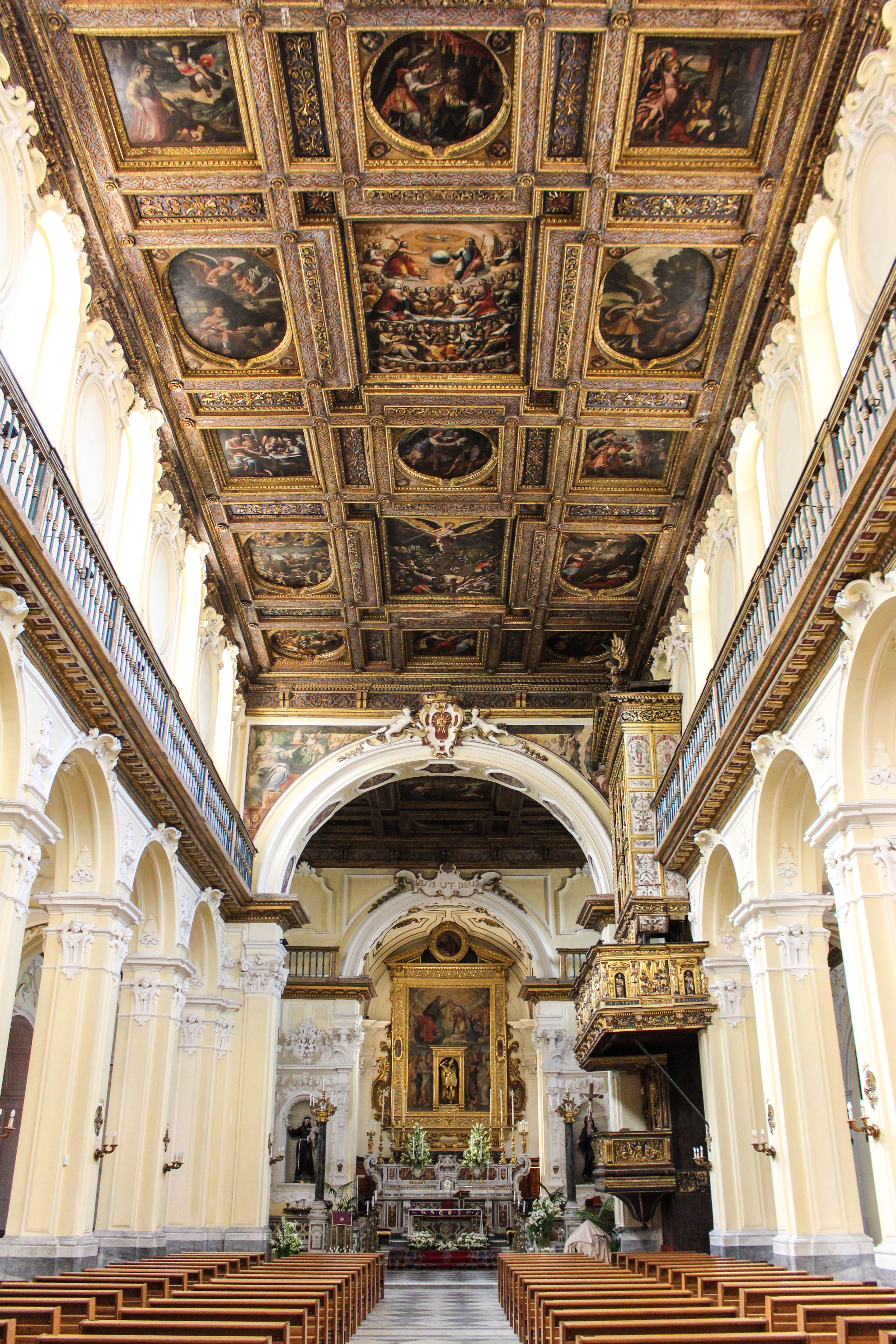
Interno della collegiata di San Michele Solofra

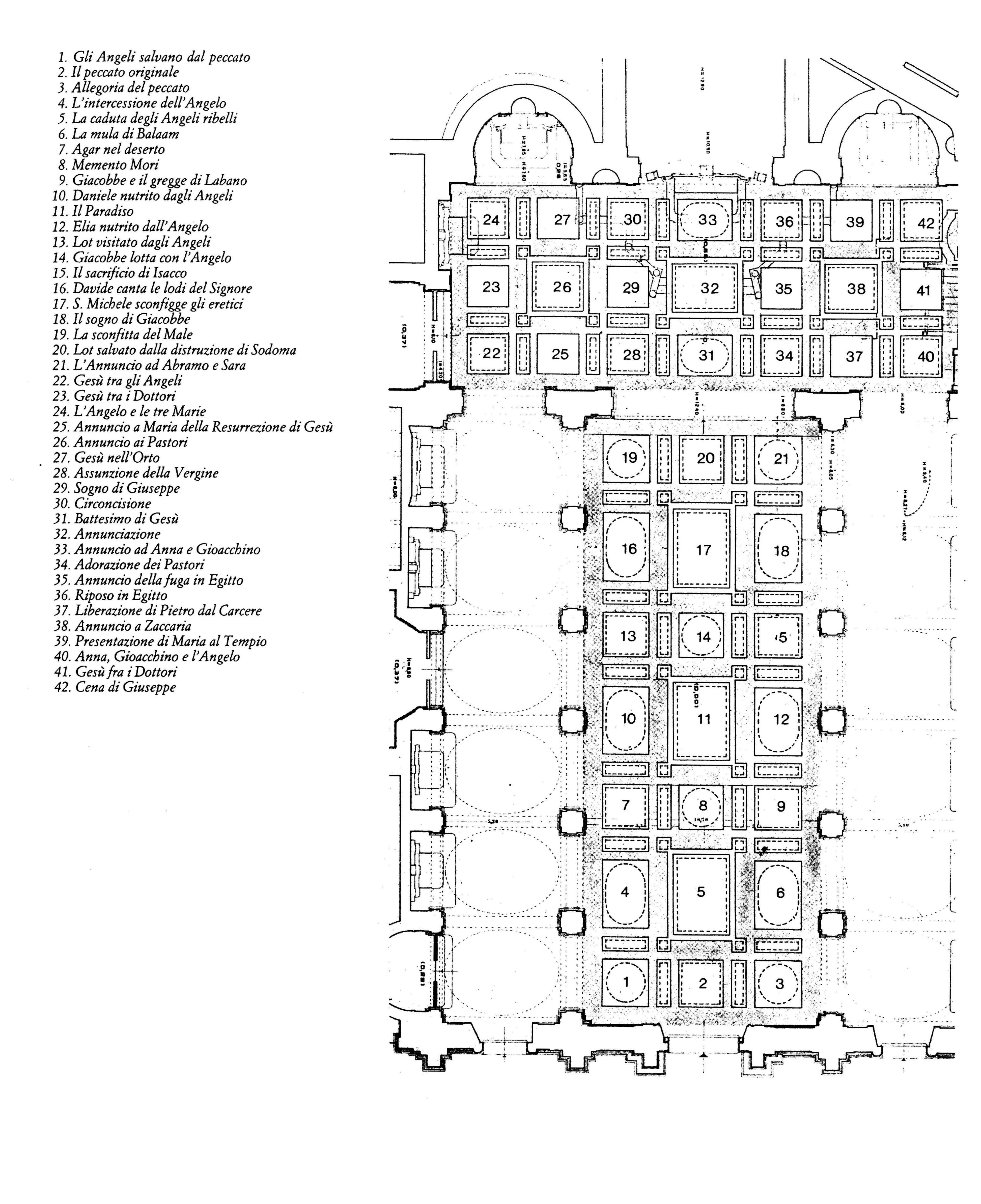
Descrizione dei dipinti del transetto e della navata centrale

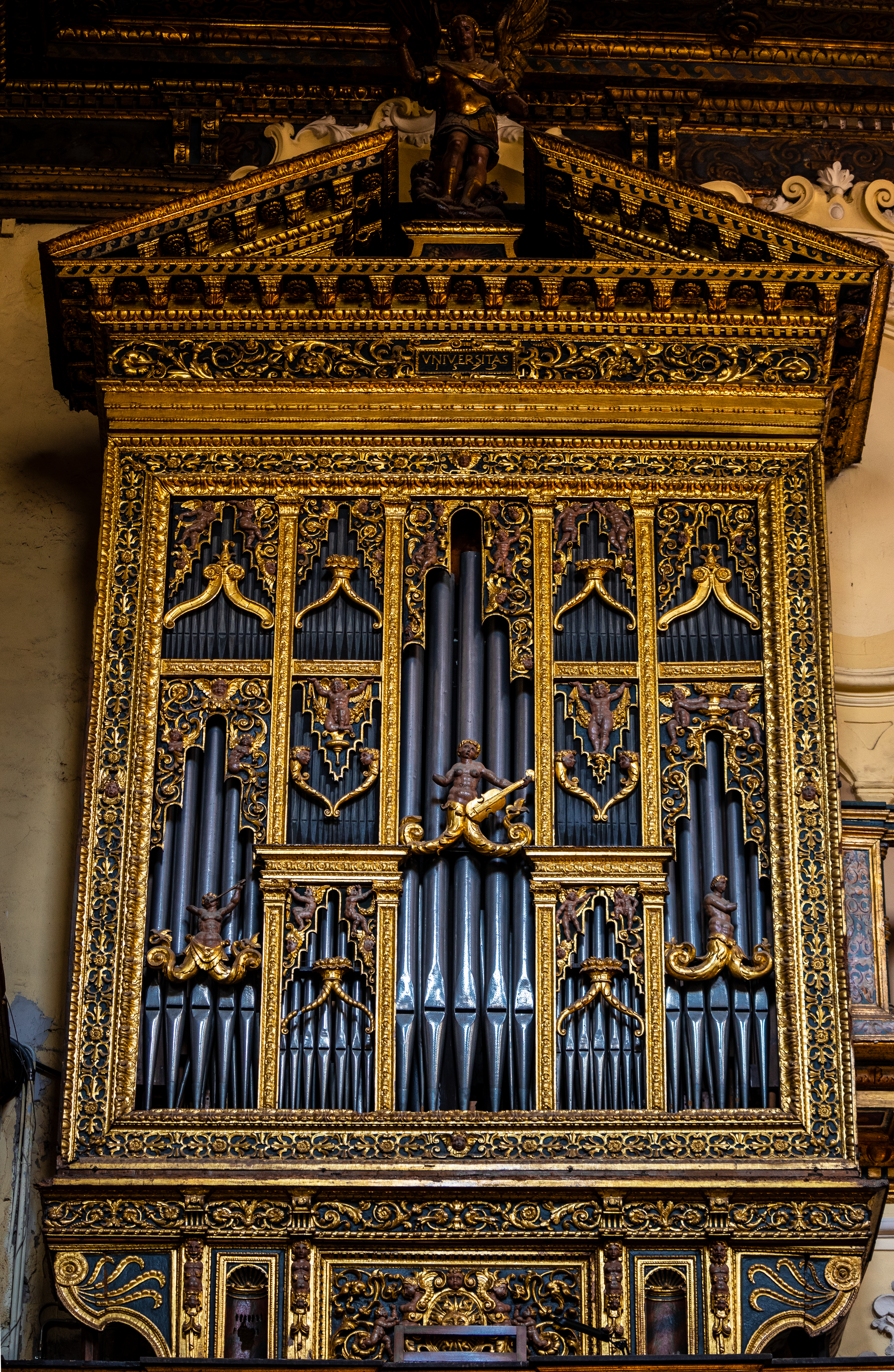
La cassa armonica dell'organo

Il presbiterio presenta un altare in marmi policromi, datato 1746 e nella parte retrostante a quest’ultimo è possibile ammirare un coro in legno, sovrastato da opere pittoriche, tra cui, sull’abside, la pala di Giovanni Bernardo Lama l’“Incoronazione della Vergine”, racchiusa in una grandiosa cornice aurea con girali nella quale vi è una nicchia in cui è collocata una piccola statua di San Michele, sempre in oro. Le navate laterali presentano altri due absidi minori, quello di sinistra ha un catino decorato da lacunari, quello di destra invece è privo di decorazioni. Sull’altare della navata di destra, inoltre, sono conservate le reliquie di Santa Dorotea, donate dalla famiglia Orsini.

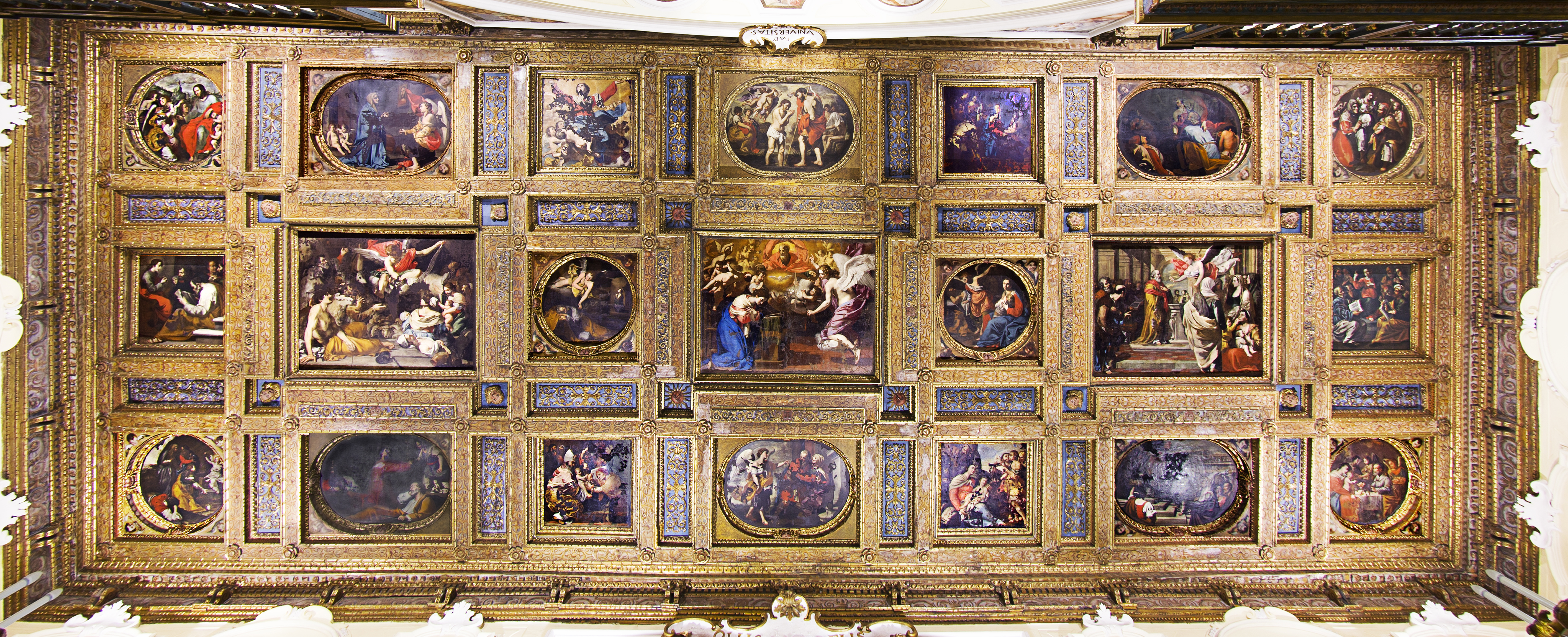
Dipinti del transetto

Dalla navata di sinistra si può accedere a due cappelle minori: la cappella di San Giuseppe e la cappella del Sacro Cuore. Nella prima è presente la statua lignea di San Michele, di Giacomo Colombo, altra statua per le processioni fu scolpita da Francesco Jerace con lo Zio Fortunato Morani e restaurata quella statua di Giacomo Colombo dopo che parte di essa si è bruciata, ed altre statue, dello stesso autore, che vengono portate in processione durante la festa patronale. Particolare è, infatti, la presenza di questo artista napoletano a Solofra, che ha lasciato tante opere in legno nella collegiata, tra le quali le statue di: San Giuda Taddeo, Sant’Antonio, San Filippo Neri, San Giuseppe e tante altre.
Sempre la navata di sinistra presenta, in prossimità dell'ingresso, il fonte battesimale, posto in un'esedra.
Notevoli sono l'organo ed il pulpito, opere lignee della bottega del napoletano Sclavo, rivestite poi con fogli d'oro finemente lavorati dai battiloro solofrani. L'organo fu commissionato dall'Universitas nel 1579, come testimonia un'iscrizione nel timpano, e completato nel 1583. La sua cassa armonica, sulla parte frontale, presenta delle cornucopie, figure di sirene con strumenti musicali, e varie decorazioni arboree culminando in un timpano spezzato, in cui c'è una statua di San Michele. Sul parapetto della cantoria sono presenti quattro pannelli in bassorilievo (in origine 5), che raffigurano storie di Davide, intervallate da piccole nicchie con all'interno i santi Pietro e Paolo, gli Evangelisti e figure femminili, allegorie della fama, della musica e delle virtù. Il pulpito, anch'esso di buona fattura, è ricoperto da dorature, risentendo molto del rifacimento barocco, e presenta due telamoni ricoperti in oro.
Sia il transetto, sia la navata centrale sono coperti da soffitti a cassettoni in legno, nei quali sono collocate, rispettivamente, 21 tele di Francesco Guarini (1636 ca.) e 21 del padre, Giovan Tommaso (1631-33 ca.). Tutte le tele hanno come argomento principale l'angelologia, applicata in storie relative al Nuovo Testamento, per le tele del transetto, e relative all'Antico Testamento, per le tele della navata. Nelle opere di Giovan Tommaso sono molto forti i riferimenti al tardo manierismo di fine Cinquecento. Nelle tele di Francesco ritornano forti i riferimenti ai caravaggeschi e al classicismo controriformistico. 

#### La cappella dell'Immacolata
Una cappella sopraelevata rispetto al corpo della collegiata è la cappella dell'Arciconfraternita dell'Immacolata, fondata nel 1617, raggiungibile da una scalinata di fianco alla sacrestia e conosciuta anche come cappella dei bianchi, in quanto da essa partono gli incappucciati durante la processione del Venerdì Santo. Essa presenta un altare ligneo, ornato da stucchi dorati, e presenta un coro ugualmente in legno dove c'erano le postazioni del priore e dei vari assistenti della confraternita. Sono presenti dei busti reliquiari, ovvero che contenevano reliquie di santi, ai quattro angoli della cappella. Il ciclo dei dipinti in essa contenuto, del pittore solofrano Matteo Vigilante, è incentrato sui misteri della vita di Maria. Essi, infatti, sono: la Nascita della Vergine, la Presentazione al tempio, la Manifestazione dell'angelo alla vergine, la Visitazione alla cugina Elisabetta, l'Assunzione di Maria al cielo. La piccola tela posta sull'altare, al posto della famosa Sine Macula del Guarini, rappresenta sempre la Vergine e faceva parte di un cassettonato, probabilmente di quello che la stessa cappella presentava prima dei rifacimenti settecenteschi.

#### La cripta

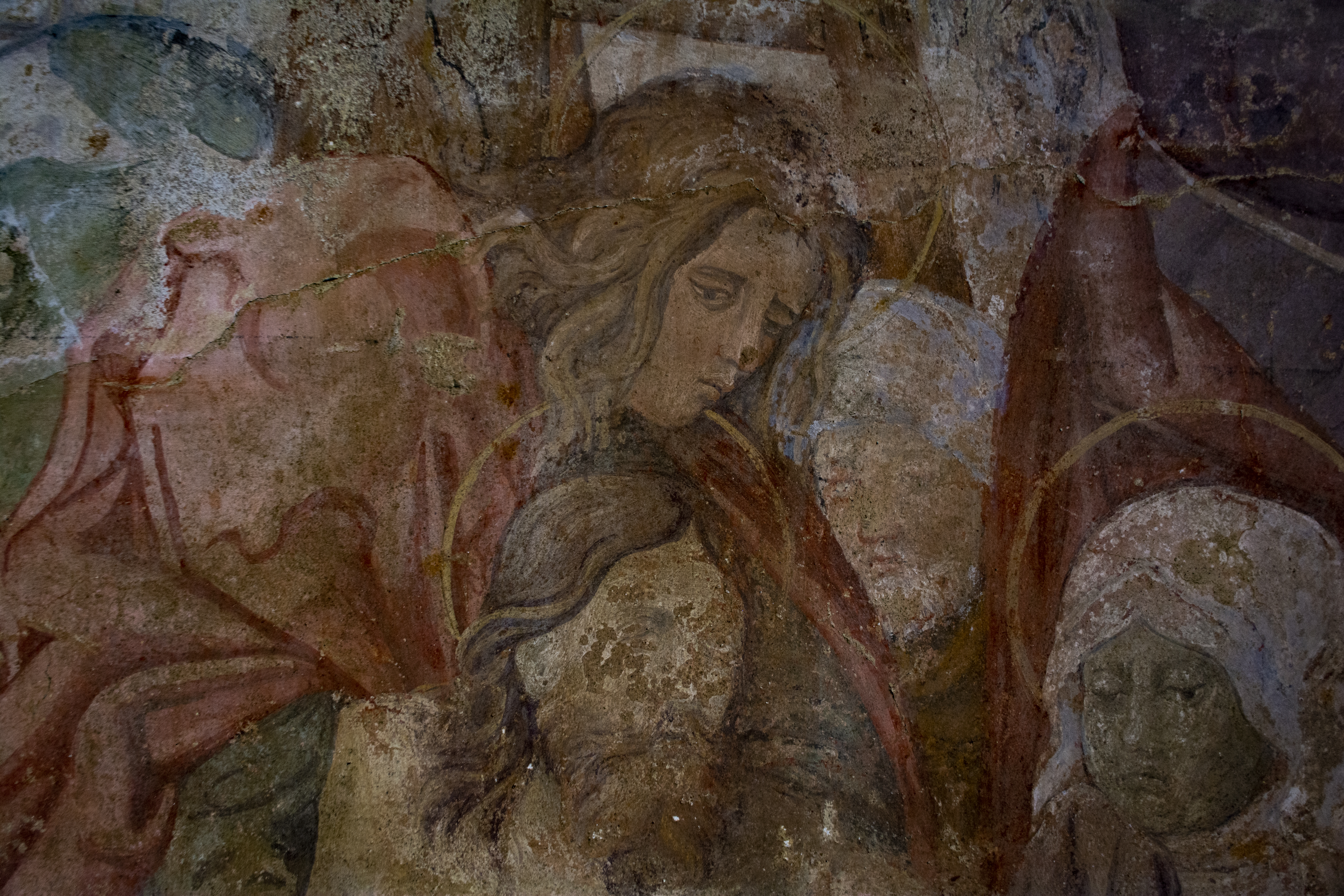
Particolare dell'affresco "La Deposizione dalla Croce" presente nella Cappella Gentilizia Giaquinto in Cripta

La cripta della collegiata (nella quale si può accedere sia da una porta retrostante alla chiesa, sia dal transetto) è composta da due rampe di scale di senso opposto. Alla base di esse è presente la cappella dedicata a San Giuda Taddeo, nella quale sostavano i defunti prima di essere portati nei loculi. In essa si possono notare diverse tracce di strutture preesistenti, quasi sicuramente della pieve, grazie a resti di affreschi a parti di un pavimento tipico del basso medioevo. Notevole è, nella cappella della famiglia Giaquinto, la presenza di un affresco che si rifà moltissimo ad una formella del Dürer, raffigurante una deposizione di Cristo dalla Croce. A metà di una rampa di scale c'è l'accesso ai cunicoli che ospitavano le ossa dei defunti, utilizzati in periodo antecedente all'editto di Saint Cloud. Originariamente questi cunicoli terminavano nel palazzo Orsini (ora sede del comune), costituendo un'importante via di fuga per la struttura. All'ingresso della Cripta (dal transetto), è stata posta un'urna della famiglia Orsini contenente un Corpo santo proveniente dalle Catacombe di Roma, donate dal papa Benedetto XIII alla popolazione di Solofra. Dopo anni di restauro, nel 2022, in occasione del 500º Anniversario della Collegiata, la Cripta è stata riaperta ed è possibile visitarla.

## Galleria d'immagini

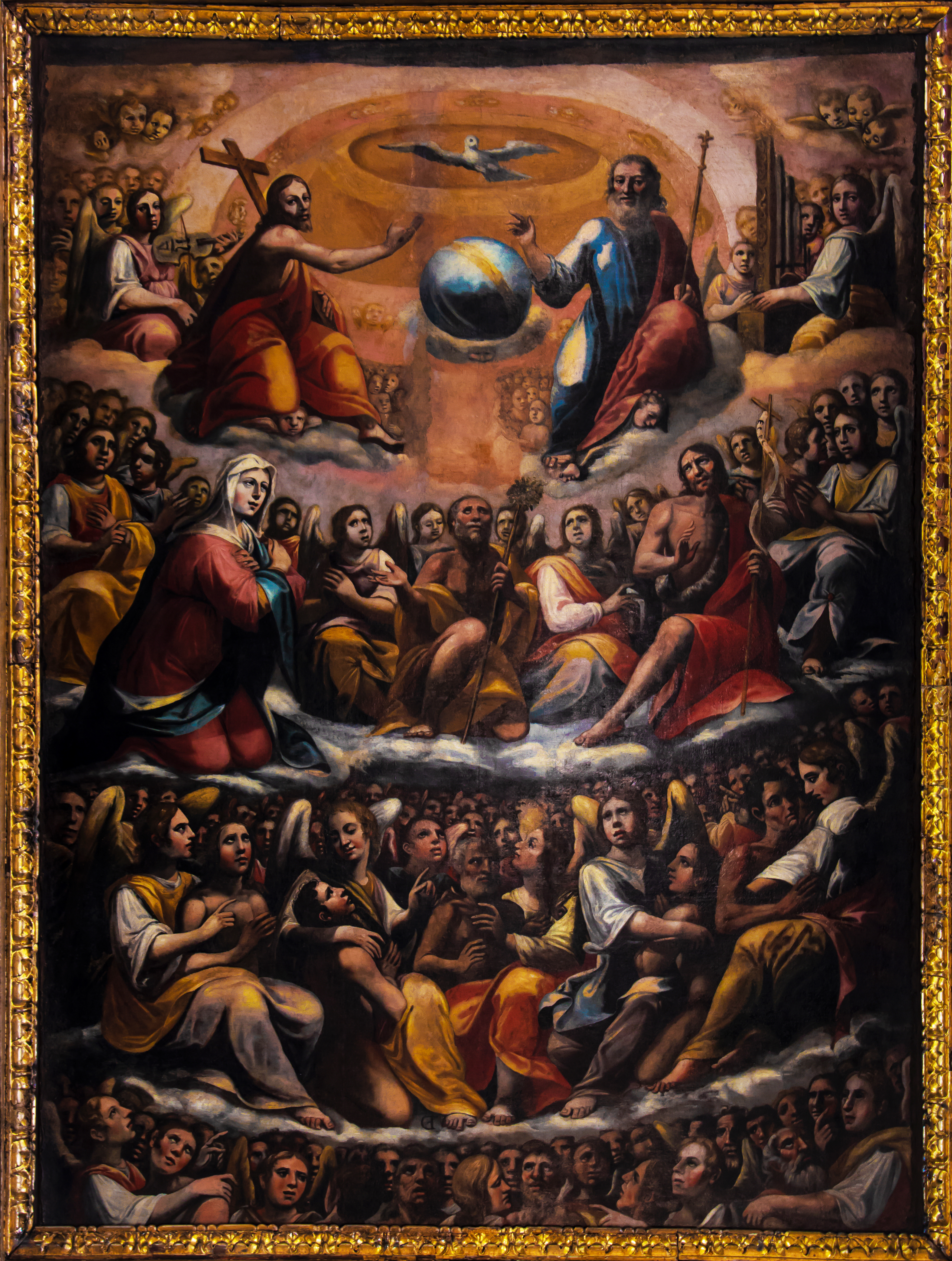
Il Paradiso, G.T. Guarini, navata centrale
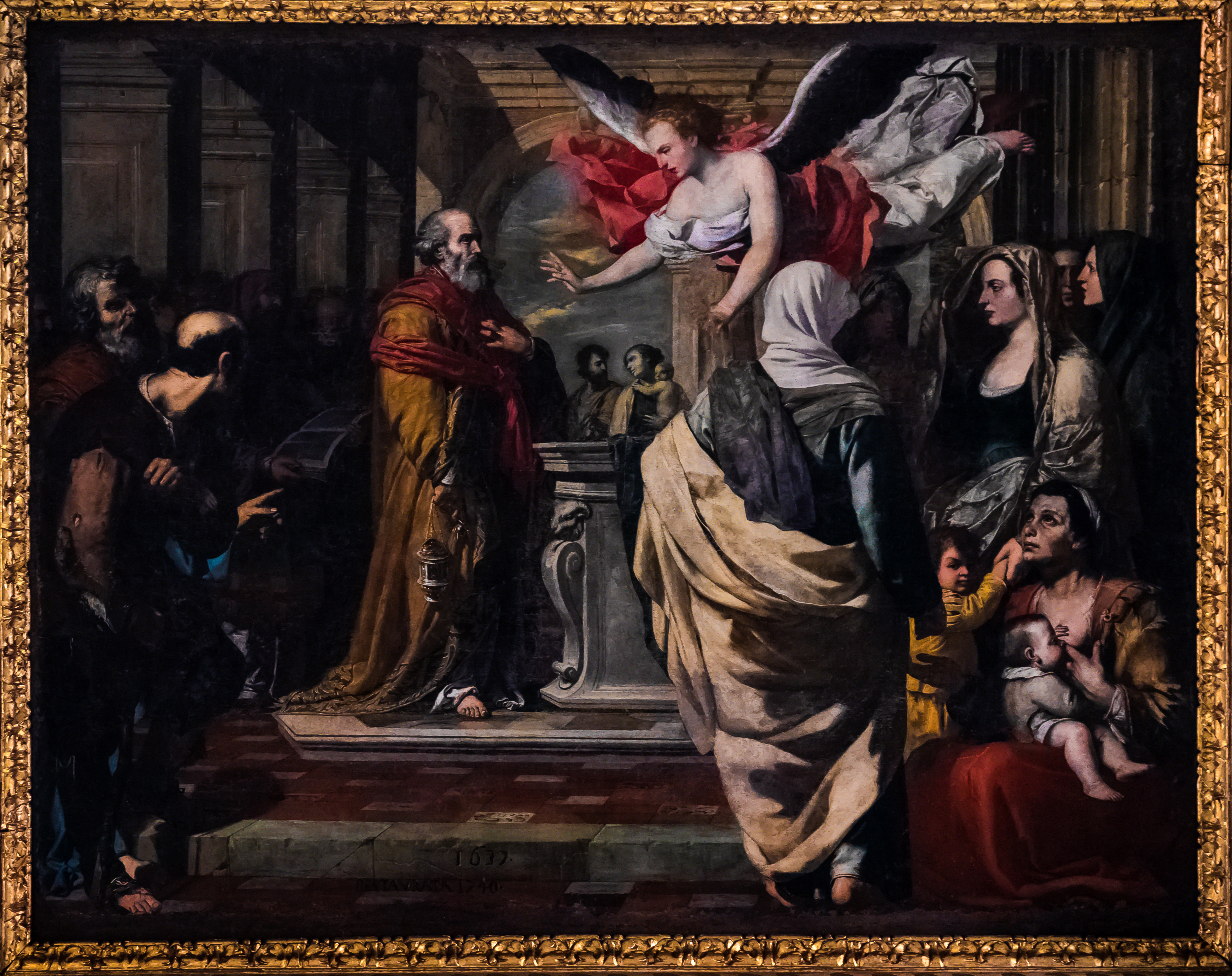
Annuncio a Zaccaria, Francesco Guarini, Transetto
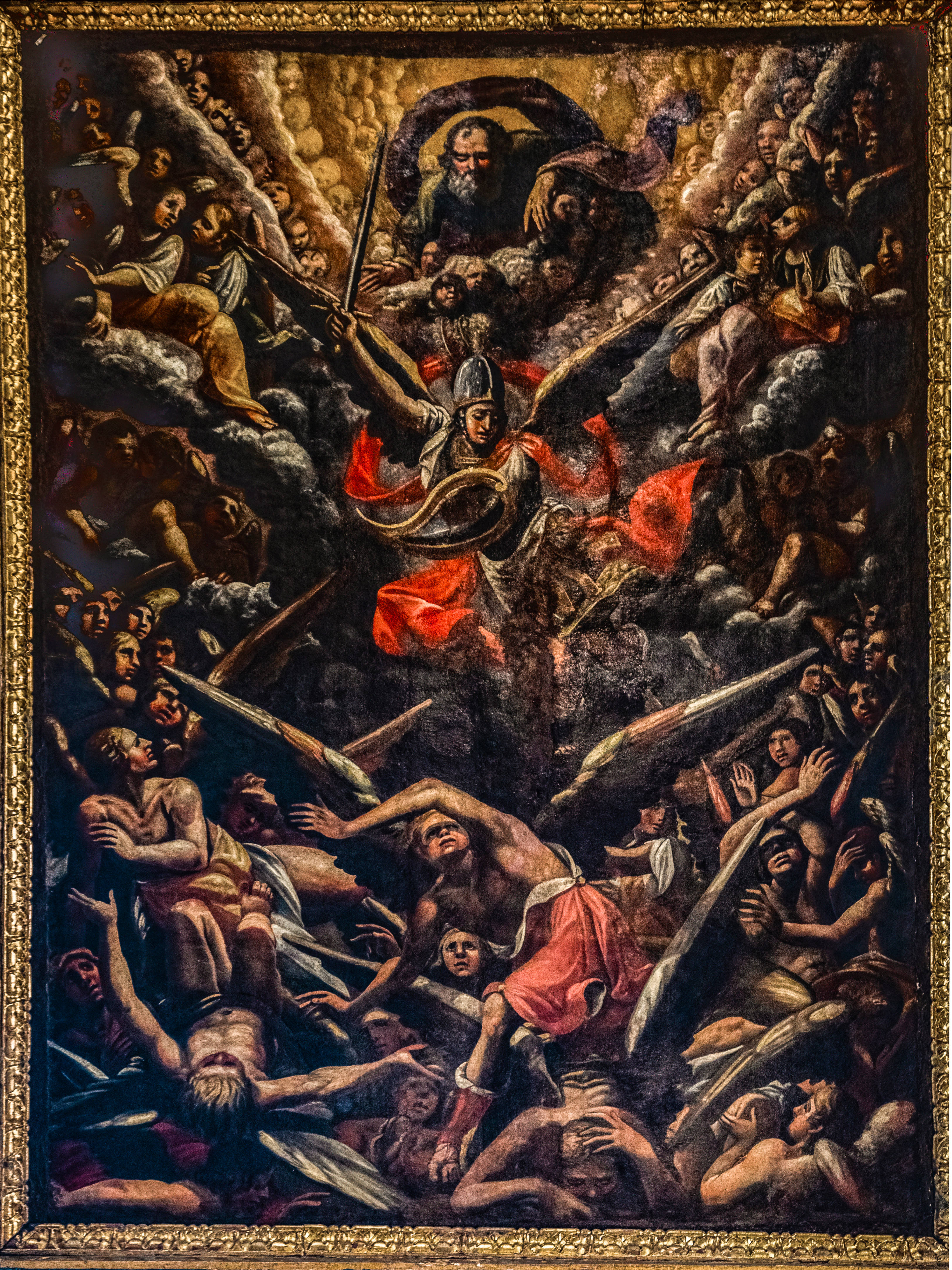
La cacciata degli angeli ribelli, G.T.Guarini, navata centrale
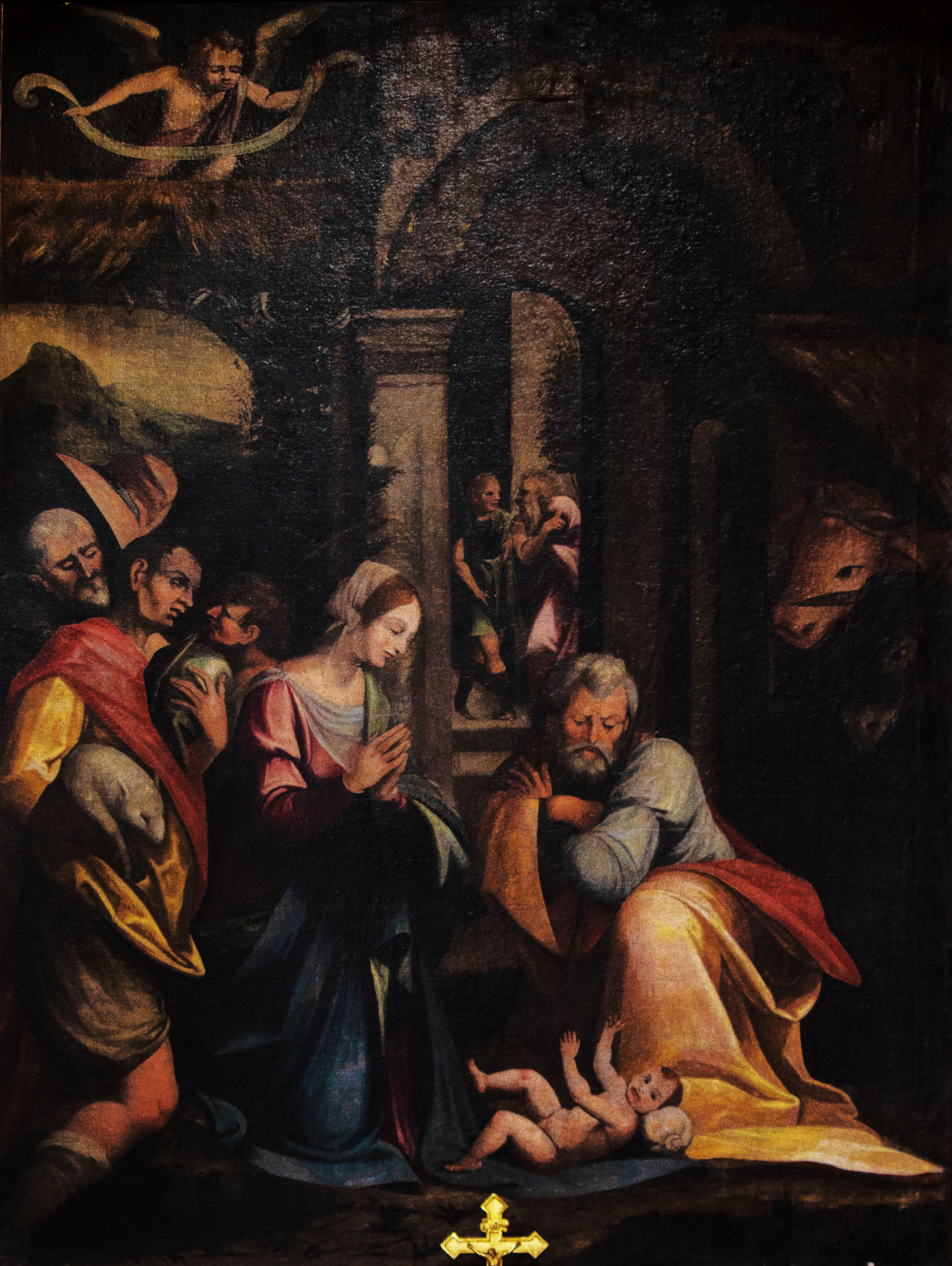
La Natività, G.T.Guarini, cappella Papa